# Pseudagrion acaciae
Pseudagrion acaciae é uma espécie de libelinha da família Coenagrionidae.
Pode ser encontrada nos seguintes países: Angola, Botswana, República Democrática do Congo, Malawi, Moçambique, Namíbia, África do Sul, Tanzânia, Zâmbia, Zimbabwe, possivelmente Egipto, possivelmente Mauritânia e possivelmente em Uganda.
Os seus habitats naturais são: florestas subtropicais ou tropicais húmidas de baixa altitude, savanas áridas, savanas húmidas, matagal árido tropical ou subtropical, matagal húmido tropical ou subtropical, rios, marismas de água doce e marismas intermitentes de água doce.